# Nicolò Rasmo
Nicolò Rasmo (* 6. Juli 1909 in Trient; † 5. Dezember 1986 in Bozen) war ein italienischer Kunsthistoriker und Denkmalpfleger.
Rasmo absolvierte an der Universität Florenz ein Studium der mittelalterlichen Kunstgeschichte, das er 1933 mit einer Arbeit über das Castello del Buonconsiglio abschloss. Ab 1939 war er für die in Trient angesiedelte Soprintendenza alle Belle Arti tätig, zunächst als Inspektor, von 1960 bis 1974 als oberster regionaler Denkmalpfleger. Von 1939 bis 1981 fungierte er außerdem als Direktor des Stadtmuseums Bozen, das er zwar einerseits 1939 als dem neuen politischen Klima des Faschismus angepasste Institution bezeichnete, andererseits aber dessen rassistische, nationalistische Abgrenzung ablehnte. So weigerte er sich strikt, die Sammlungen des Stadtmuseums nach imaginären nationalistischen Gesichtspunkten abzugrenzen, um eine Auslagerung der für „deutsch“  eingestuften Stücke in das Deutsche Reich zu verhindern. Gern wiederholte er vor seinen Mitarbeitern, dass er allein der Kunstgeschichte verschrieben sei.
Rasmo war über lange Jahre ein ungemein produktiver Autor zu regionalen kunsthistorischen Themen und nahm hierin durch seine präzise Stilkritik, exakten Hinweise auf Ausführungstechniken und Probleme der Konservierung sowie Berücksichtigung von Theorie und Praxis der Restaurierung eine Vorreiterrolle ein. Er befasste sich aber auch mit brisanten politischen Themen wie der von Ettore Tolomei eingeführten italienischen Toponomastik in Südtirol, die er als ein ideologisch bestimmtes pseudowissenschaftliches Werk bezeichnete und die der nötigen Verständigung im Weg stehe.
Niederschlag fand Rasmos wissenschaftliche Tätigkeit in etwa 500 Büchern und Aufsätzen, viele davon in der von ihm begründeten und zwischen 1947 und 1976 geleiteten Zeitschrift Cultura atesina – Kultur des Etschlandes publiziert. Hervorzuheben sind das von ihm initiierte Nachschlagewerk Dizionario degli artisti atesini (wovon nur die Lemmata A–B erschienen sind) sowie die Monographien zu Michael Pacher (1969), Affreschi medievali atesini (1971), L’età cavalleresca in Val d’Adige (1980) und Kunstschätze Südtirols (1985).